# Славица Трипуновић
Славица Трипуновић (Вуковар, 8. децембар 1970), позната под уметничким именом Дајана, је српска певачица и последња мисица СФРЈ. Издала је шест музичких албума, а највећи хитови су јој песме Бобане, Пусти ме и Погрешан човек. Пратеће вокале су јој певале певачице Јелена Карлеуша и Цеца. Учествовала је у ријалити програму Фарма. Била је ухапшена због сумње да се бави елитном проституцијом.

## Дискографија

### Албуми
- Трепавице (1993, ПГП РТС)
- Несаница (1993, ПГП РТБ)
- 1,2,3 и (1995, ПГП РТС, Глобус Париз)
- Двадесет и нека (1997, ПГП РТС)
- Буђење (2003, Сити Рекордс)
- Лутка од порцелана (2006, ПГП РТС)[6]